# Vättar
Vättar (l. poj. Vätte) – występujące w skandynawskim folklorze odziane na szaro istoty, chętnie zamieszkujące pod domostwami ludzi.
Są złodziejami, mogą stać się niewidzialnymi lub przybierać twarze ludzi. Kto wyleje nad ich terytorium gorącą wodę, jest karany przez nie chorobą lub wypadkiem, od czego można się uwolnić przez zostawianie im jedzenia. Istnieją też opowieści o pokojowych relacjach z ludźmi. Vättar spokrewnione są z tomtar i vittror. W przeciwieństwie do trolli związane są w siedliskami ludzkimi i opisywane są jako mniejsze od ludzi. 
Nazwa pochodzi od staronordyckiego vættr, oznaczającego istoty nadprzyrodzone, związana jest z angielskim Wight i niemieckim Wichtige. W mitologii nordyckiej hjälmvättar (Hełmowe duchy) to także inna nazwa Walkirii, istnieją również sjövättar na morzu i landvättar na lądzie.